# Romeo y Julieta (Chaikovski)
Romeo y Julieta es una obra musical de Piotr Ilich Chaikovski, subtitulada Obertura-Fantasía, basada en la obra homónima de Shakespeare escrita (en su primera versión) en 1869. A diferencia de otras obras mayores de Chaikovski, a Romeo y Julieta el compositor no le adjudicó un número de opus, aunque figura en otros catálogos alternativos numerada como TH 42 y ČW 39.
Como otros compositores como Berlioz y Prokófiev, Chaikovski estuvo profundamente inspirado por Shakespeare y además escribió obras sobre La tempestad y Hamlet. 
La idea de componer esta Obertura-Fantasía con tema shakesperiano fue inicialmente de Mili Balákirev, el líder del Grupo de los Cinco, y aunque la obra estaba terminada en 1869, la versión que conocemos hoy en día data del año 1880. El hecho de que la tonalidad del "tema del amor" en su primera aparición (compás 183) sea la de Re bemol Mayor, que en alemán se abrevia como "Des", puede estar intrínsecamente relacionado con la decepción amorosa que sufrió Chaikovski con la cantante belga Désirée Artôt.

## Apariciones en el cine
- En la película Los tres mosqueteros de 1948 aparece en las escenas entre Constance y D'Artagnan.